# Fasha Mahjoor
Fasha Mahjoor es el fundador y director ejecutivo de la compañía Phenomenex.
Mahjoor es también un arquitecto, y ha diseñado las oficinas de sus compañías. Es conocido en la comunidad industrial de Los Ángeles por sus obras benéficas, que se aplican igualmente a sus empresas.